# Осеновлаг
Осѐновлаг е село в Западна България. То се намира в Община Своге, Софийска област. До 1956 година името на селото е Осеновлак.

## География
Село Осеновлаг се намира в планински район, в планината Ржана планина на Западна Стара планина.
Закътаното селце е на 90 км североизточно от София. До него се стига от Елисейна покрай река Габровница. Има черен път през билото на Ржана, проходим с джип до село Краево.

## Флора
В околностите на село Осеновлаг преобладават иглолистни и смесени гори от черен (Pinus palassiana) и бял бор (Pinus sylvestris), смърч (Picea abies), бук (Fagus sylvatica) и други дървесви видове. От храстите широко разпространение имат боровинката, представена от видовете Vaccinium uliginosum и Vaccinium vitis-idaea, шипките, малините и горските ягоди. Важно е споменаването на вида Томасиниев минзухар (Crocus tommasinianus). В екосистемата функционират също съобществата на гъбите, представени основно от видовете обикновена манатарка (Boletus edulis), пачи крак (Cantharellus cibarius), сърнела (Macrolepotia procera) и др.

## Фауна
От фауната се срещат както видове, които са разпространени посевместно като заека, катерицата, лисицата, дивата свиня, сърната и белката, така и такива, които са включени в приложението към Резолюция № 6 (1998) на Постоянния комитет на Бернската конвенция и изискващи приоритетно съхранение на тяхното местообитание. От редките видове в благоприятно състояние се намират популациите от вълци и чакали. Биологичното разнообразие е допълнено от представители на сем. Папунякови (Upopidae) и по-специално пъстроцветният папуняк (Upupa epops).

## Културни и природни забележителности
- Близо до Осеновлаг се намира един от Стоте национални туристически обекта на БТС: Манастир „Седемте престола“.

## Други

### Туризъм
В село Осеновлаг през 2005 г. стартира успешно планински екотуризъм. В селото има хотелски комплекс.
Високо в планината е разположена хижа „Ржана“. Има също разработени маршрути за преходи до Черепишкия манастир, Манастир „Седемте престола“ и други места.